# Лінія наступності президентських повноважень у США

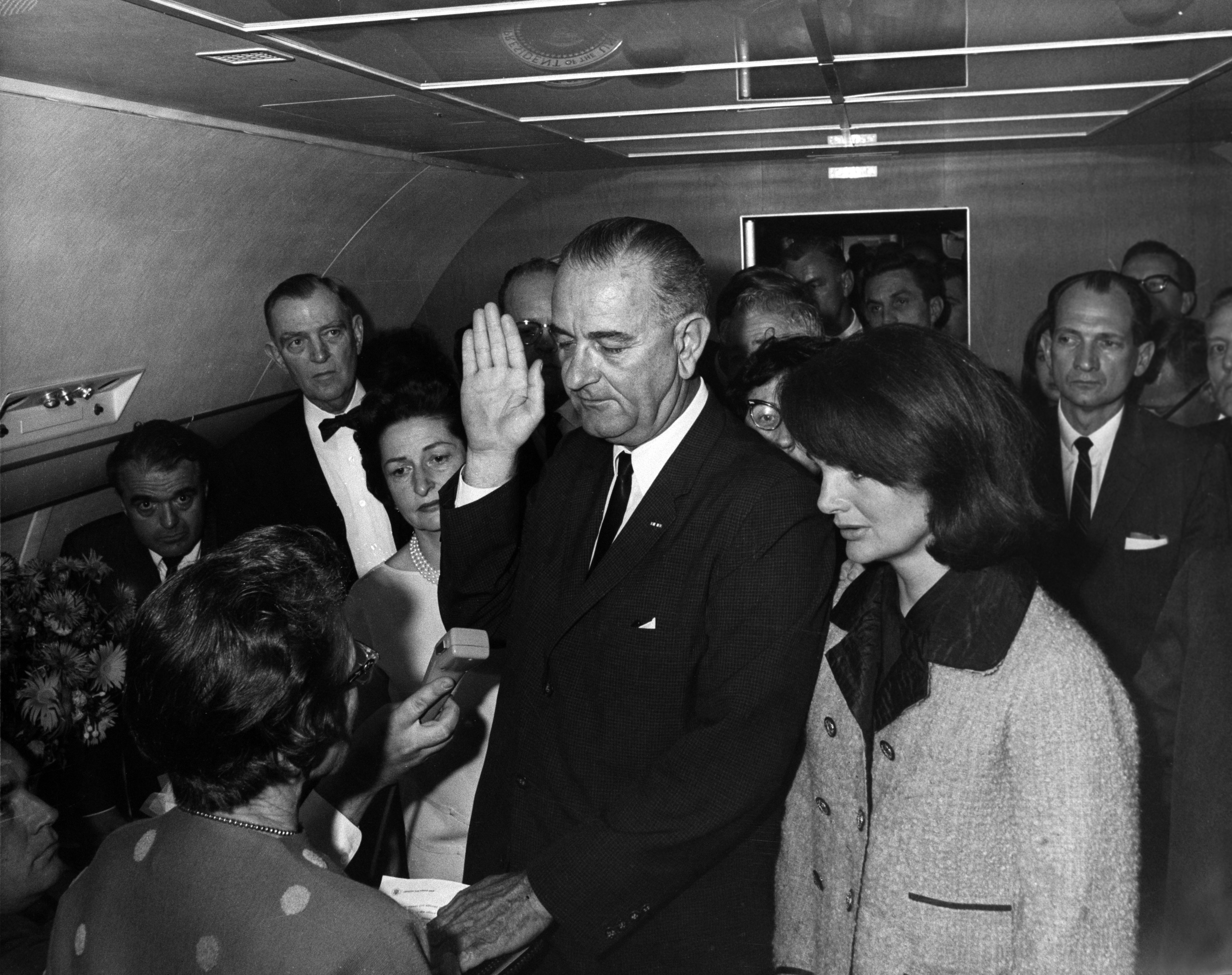
Федеральний суддя Сара Г'юз приводить до присяги Ліндона Джонсона після вбивства президента Кеннеді, 22 листопада 1963 року

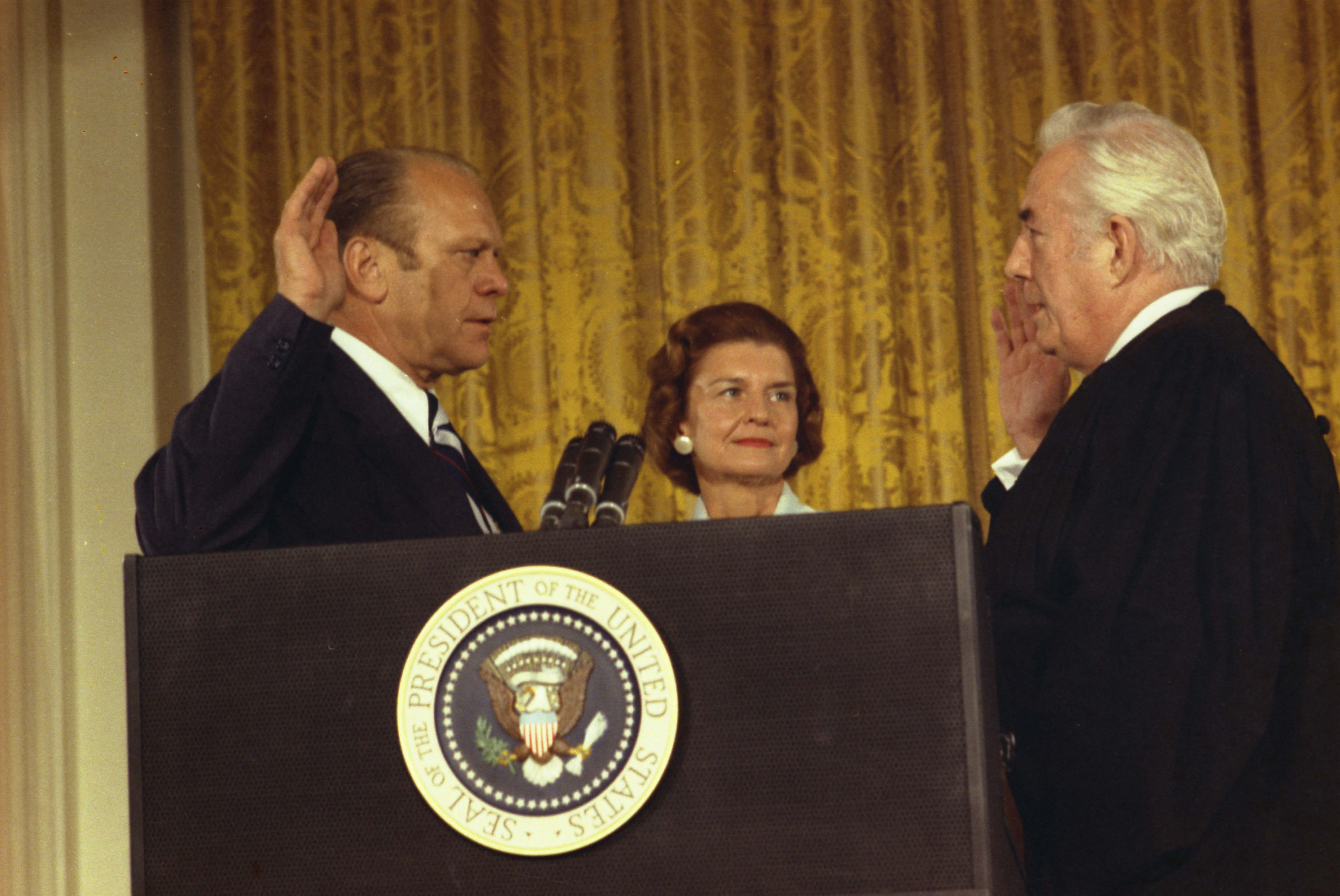
Голова Верховного суду США Воррен Бергер приводить до присяги Джеральда Форда після відставки президента Ніксона, 9 серпня 1974 року

Лінія наступності президентських повноважень у Сполучених Штатах Америки визначає, хто може стати Президентом або виконувати його обов'язки у зв'язку з непрацездатністю, смертю, відставкою або відстороненням від посади (шляхом імпічменту) чинного або обраного президента.

## Поточна лінія наступності
Нижче поданий порядок заміщення президентських повноважень, визначений Конституцією США і президентським законом про наступність президентської влади (1947) включно із пізнішими поправками внаслідок створення нових міністерств.
Партії
      Республіканська
      Демократична
      Безпартійний
| #  | Посада                                            | Обіймає нині       |
| -- | ------------------------------------------------- | ------------------ |
| 1  | Віцепрезидент (голова Сенату)                     | Джей Ді Венс       |
| 2  | Спікер Палати представників                       | Майк Джонсон       |
| 3  | Тимчасовий президент Сенату                       | Патті Мюррей       |
| 4  | Державний секретар                                | Ентоні Блінкен     |
| 5  | Міністр фінансів                                  | Джанет Єллен       |
| 6  | Міністр оборони                                   | Ллойд Остін        |
| 7  | Генеральний прокурор                              | Меррік Гарланд     |
| 8  | Міністр внутрішніх справ                          | Деб Гааланд        |
| 9  | Міністр сільського господарства                   | Том Вілсек         |
| 10 | Міністр торгівлі                                  | Джина Раймондо     |
| 11 | Міністр праці                                     | Джулі Су (в. о.)   |
| 12 | Міністр охорони здоров'я і соціальних служб       | Хав'єр Бесерра     |
| 13 | Міністр житлового будівництва і міського розвитку | Марсія Фадж        |
| 14 | Міністр транспорту                                | Піт Буттіджедж     |
| —  | Міністр енергетики                                | Дженніфер Ґренголм |
| 15 | Міністр освіти                                    | Міґель Кардона     |
| 16 | Міністр у справах ветеранів                       | Деніс Мак-Дона     |
| —  | Міністр внутрішньої безпеки                       | Алехандро Майоркас |

## Вимоги
Особа може стати президентом тільки у випадку, якщо вона є громадянином США від народження; її вік становить не менше 35 років; вона жила в Сполучених Штатах принаймні 14 років. Ці вимоги зазначені як у Конституції США, так і в президентському законі про наступність.

## Зміна лінії наступності 1945 року
19 червня 1945 року, через два місяці після смерті президента США Франкліна Рузвельта, новий президент Гаррі Трумен запропонував, щоб спікер Палати представників і тимчасовий президент Сенату мали більший пріоритет у наступності президентської влади над членами Кабінету. Державний секретар та інші члени Кабінету призначаються президентом, тоді як спікер Палати представників і тимчасовий президент Сенату є виборними посадами; таким чином президент позбавлявся можливості призначити собі наступника. Спікер обирається Палатою представників, а тимчасовий президент — Сенатом (зазвичай цю посаду обіймає сенатор із найбільшим стажем безперервної роботи в Сенаті). Конгрес підтримав запропоновані Труменом зміни.